# اوان وینتر
ایوان وینتر (انگلیسی: Evan Winter، زادهٔ لندن) نویسندهٔ رمان سبک خیال‌پردازی اهل کانادا است.
او رمان نخستش با عنوان خشم اژدهایان (به انگلیسی: The Rage of Dragons) را در سال ۲۰۱۷ و به‌صورت آنلاین منتشر کرد. این رمان خیال‌پردازانه ملهم از اساطیر خوسایی (زیمباوه امروزی) است. موفقیت این رمان باعث شد انتشارات اربیت بوکز با او برای انتشار مجموعه‌ای چهارجلدی با عنوان «سوزان» (به انگلیسی: The Burning series) قرارداد ببندد. 